# Бес (бог)
Вижте пояснителната страница за други значения на Бес.
Бес, срещан понякога и като Без, е древноегипетско божество познато от древната египетска митология като бог-джудже, клоун и шут на боговете, покровител на домашното огнище и божество на щастието и късмета, като е приеман за главен защитник на бедните, възрастните и децата. Бес е котарак, т.е. мъжки аналог на богинята котка Баст. Изначално в праисторически Ханаан е изпърво в историята опитомена котката като домашно животно.
Почитането на Бес е известно най-рано от периода на Новото царство, но първото му споменаване е от Средното царство. Почитането на котката в Древен Египет се свързва с къщата пазейки я от мишки, плъхове и змии (египетска кобра). Бес е едно от десетте второстепенни египетски божества в древноегипетския пантеон.
Бес не е имал храмове или светилища, капища, като на него най-вече бедните египтяни са се кланяли по къщите. Обикновено е изобразяван като грозно уродливо джудже с брада, дълъг език, който да излиза, иронична усмивка и къси дебели крака. Много редки са изображенията на Бес с глава и опашка на лъв (някои египтолози смятат, че този факт е доказателство, че Бес е бил асоцииран изпърво с лъв). Впоследствие култът към Бес се възприема или просто е присъщ на финикийците и древните кипърци – киприоти, откъдето се свързва с култа към плодородието и майката, преминавайки и при пуните в образа на Танит. Първата пуническа колония Ебес, носи неговото име, а древноегипетското божество и е патрон до 70 г., когато с разрушаването на втория еврейски храм е прекръстен на името на император Веспасиан.
Култът към Бес се запазва и в Римски Египет до IV век. В град Aбду (Абидос) Бес имал свой оракул, на който хората изпращали на листчета въпроси за бъдещето и други тревожещи или смущаващи ги неясни въпроси.